# 鱼

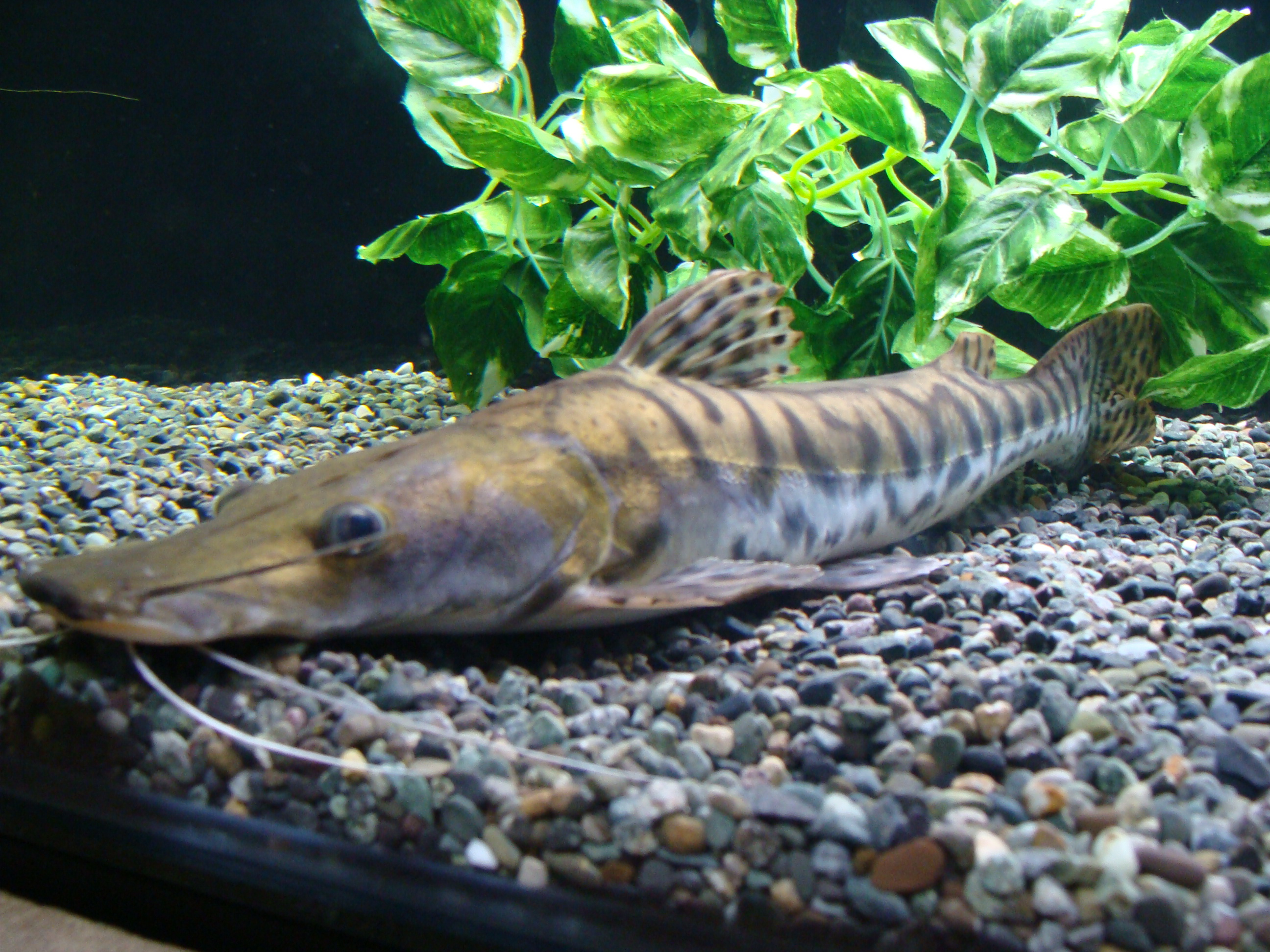
虎皮鴨嘴，一种辐鳍鱼

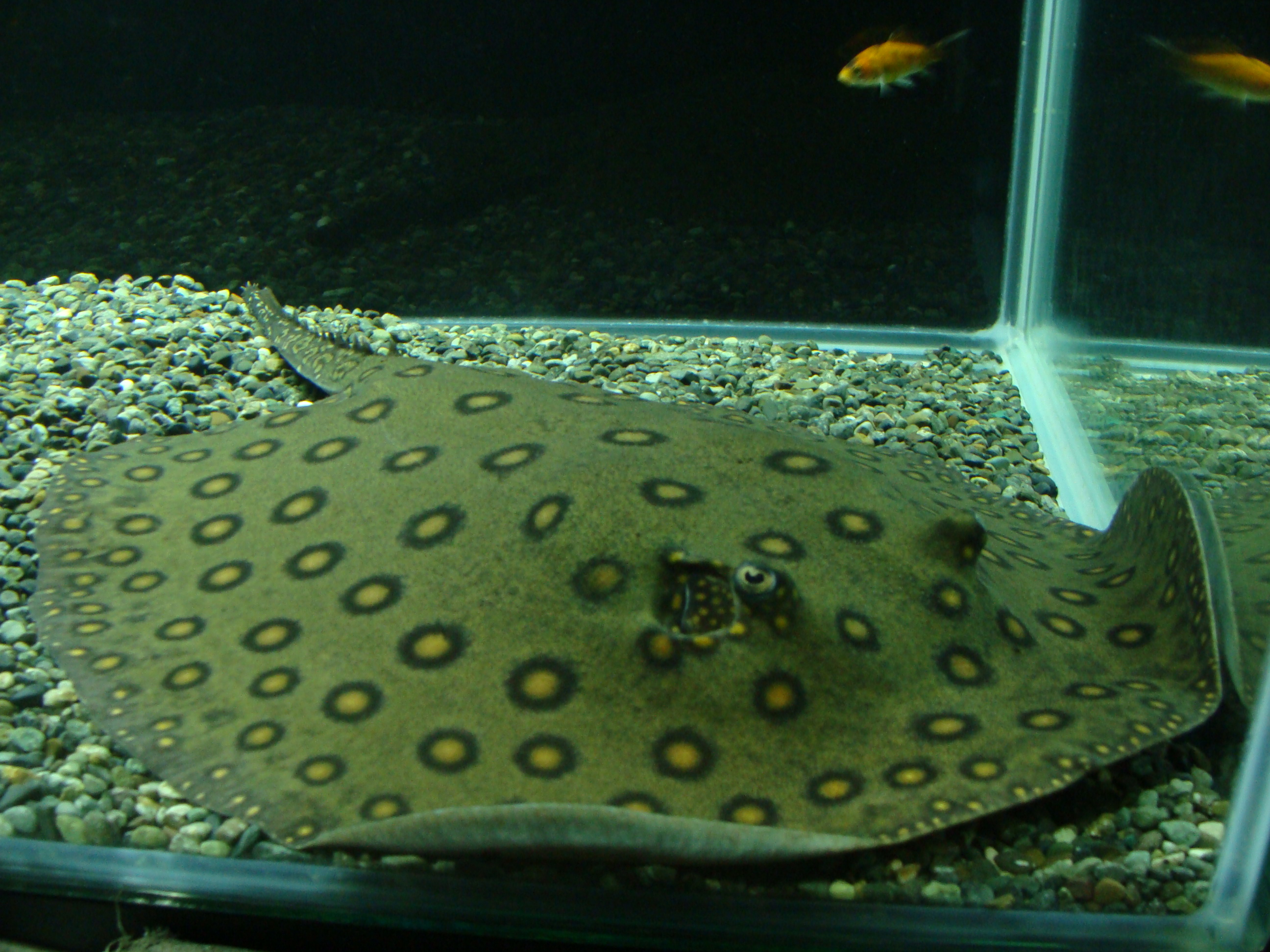
珍珠魟，一种软骨鱼

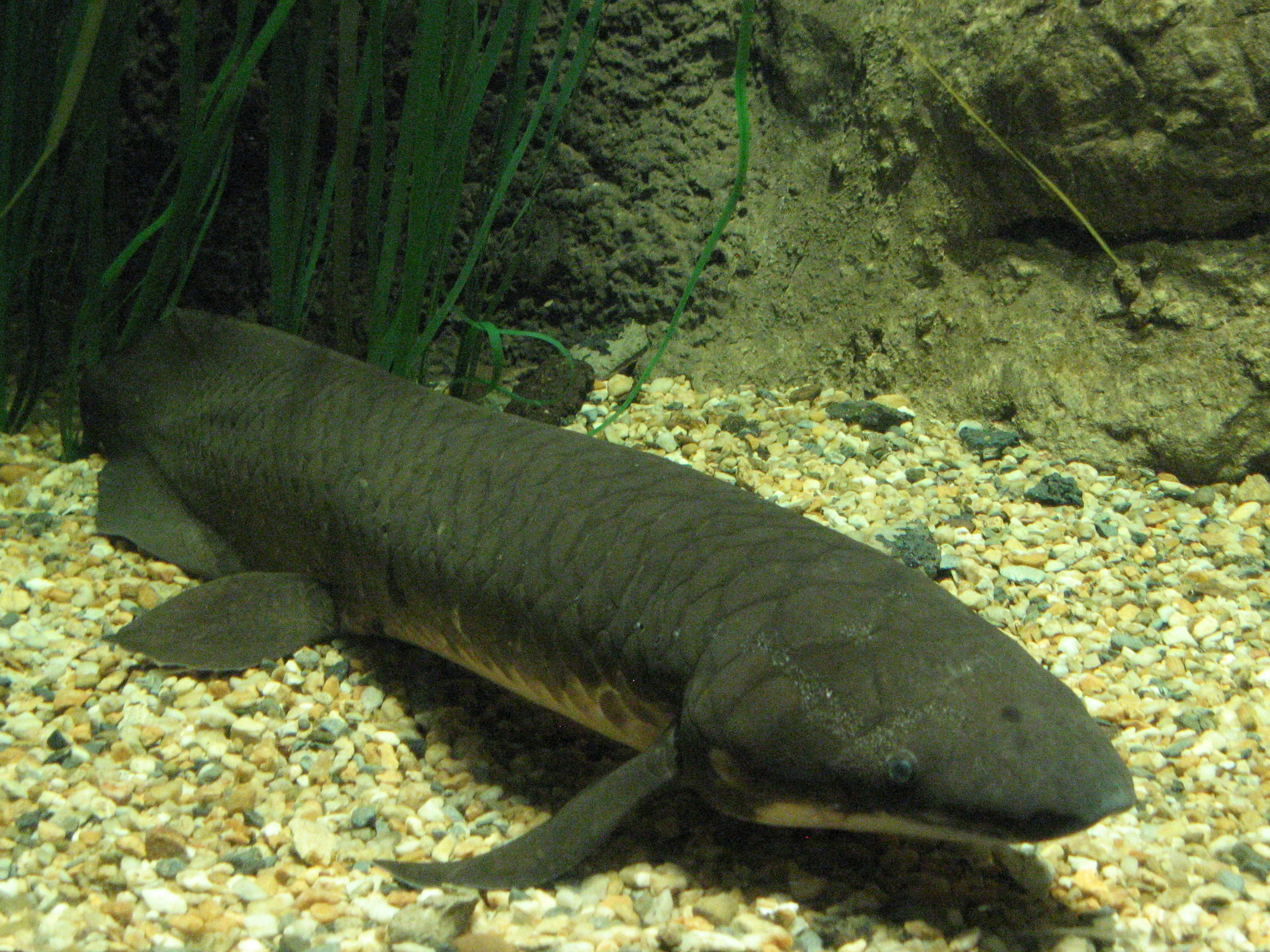
澳洲肺鱼，一种肉鳍鱼

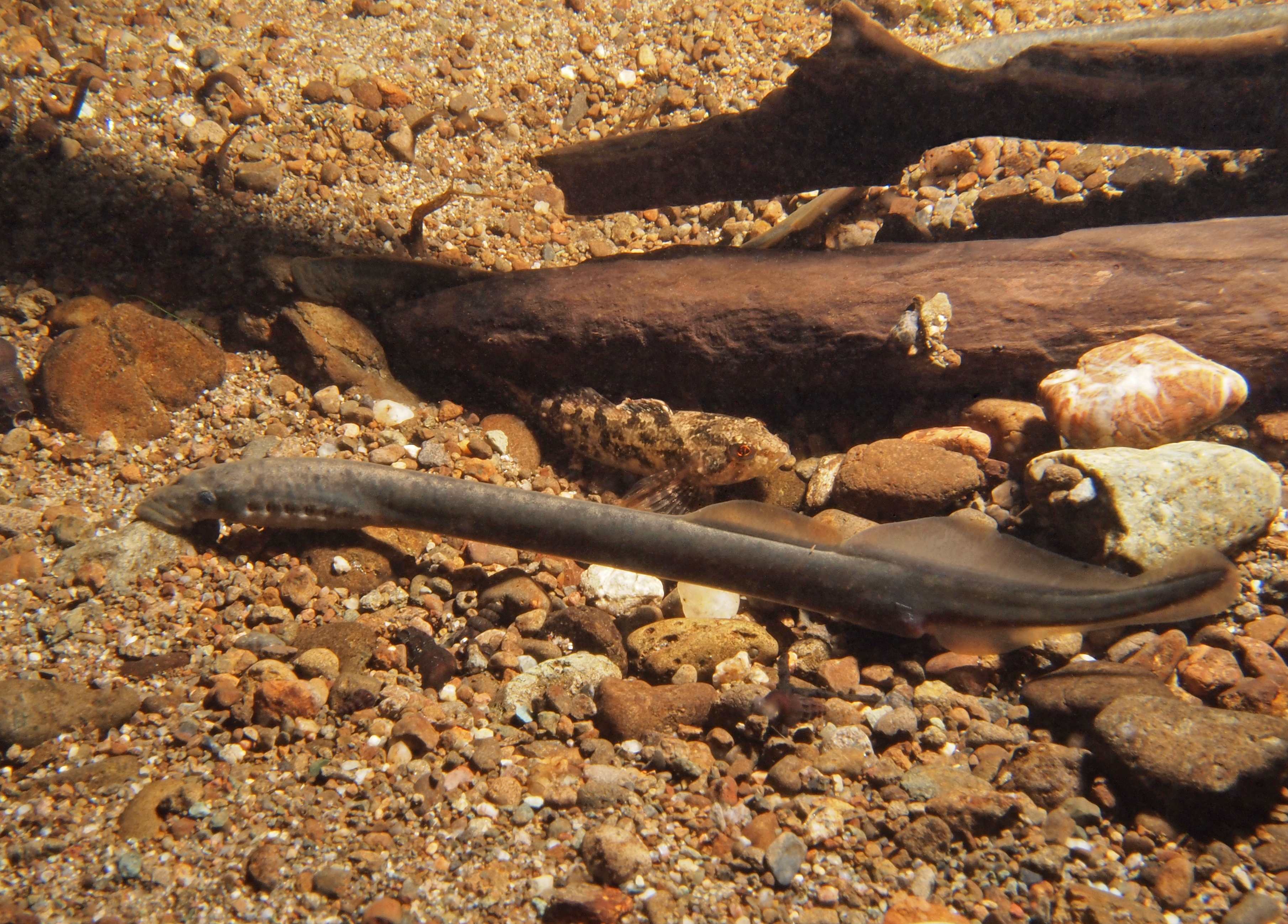
七鳃鳗，现仅存的无颌鱼之一

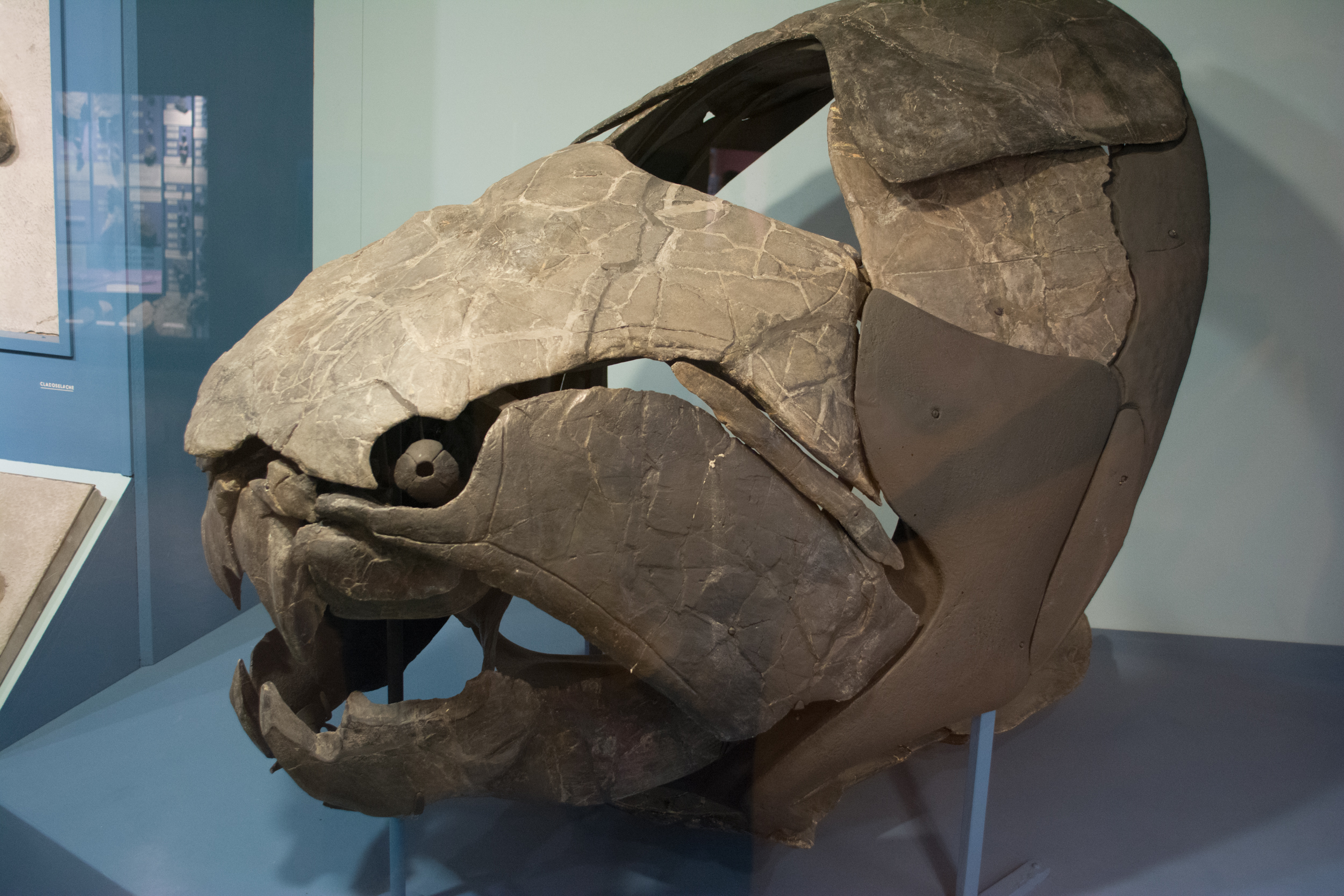
邓氏鱼（头骨化石），一种已灭绝的大型盾皮鱼

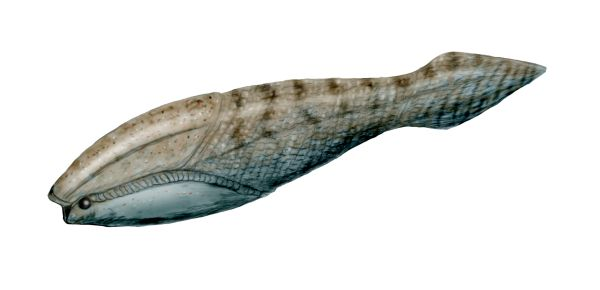
阿兰达甲鱼，一种已灭绝的早期甲胄鱼

魚類泛指所有脊索動物門脊椎動物亞門中整个生命周期都依赖鳃进行气体交换并用鳍驱动自身移动的水生动物。魚類共同的特徵是缺乏四肢及肢末端的指骨，皮膚表層通常覆有保护性的鳞，且通过不含羊膜的卵进行卵生或卵胎生繁殖。生物学上针对鱼类的学术分支称作鱼类学。
實際上，從现代生物分类学的角度而言，目前占据陆地和绝大部分水域生态系统顶端的四足动物，都是在泥盆纪晚期由淡水肉鳍鱼演化出来的一个演化支，在支序分类学上都算是鱼类的一个主要适应陆生与半水生环境的旁支类群，因此广义上「鱼类」一词可以代表所有脊椎动物。但从传统的林奈分类法以及通俗意义的角度，“鱼类”的定义并不包括四足类，属于一个四足类外群的并系群。现代生物分类学则取消了过去“鱼纲”（Pisces）的分类阶元，改为细分成无颌总纲、软骨鱼纲和硬骨鱼高纲等更符合具体演化支序关系的阶元。
鱼类主要分为更基群的无颌鱼和现今更繁盛的有颌鱼两大类，前者包括仅存的圆口纲（盲鳗和七鳃鳗）和早已灭绝的牙形石和甲胄鱼；后者包括软骨鱼、硬骨鱼（主要分肉鳍鱼和辐鳍鱼两大演化支）和已灭绝的盾皮鱼和棘鱼。
根据世界鱼类数据库截至2022年2月的统计，全球已命名的鱼类约有34800种，其中超过96%都属于辐鳍鱼的冠群——真骨鱼类，超过所有脊椎动物的半数，并且每年还有近250个新鱼种会被发现。
最早可以歸類於為魚類的生物是出现在古生代寒武纪的海口鱼、昆明鱼和钟健鱼等游动滤食的小型软体脊索动物，雖沒有脊柱但有具有弹性的脊索和中轴两侧呈体节分布的骨骼肌，其動作較其他动物更加靈活，尚没有专职呼吸的鳃（需要兼职过滤吸入咽腔的水中的浮游物），而且在中枢神经前端出现了前中后三段脑的雏形。魚類在奥陶纪繼續演化，辐射出很多不同形态的物種，主要是各种牙形石和甲胄鱼，后者拥有抵御无脊椎掠食者的头胸部骨甲，其中骨甲鱼更是演化出了能使运动更灵活多变的偶鳍。具有咬合能力的有颌鱼类最早出現在志留紀，其第一对鳃弓对折演化成了上下颌，加上内骨骼结构赋予更大的体型上限，使得鱼类很快變成強大的掠食者并取代了以板足鲎为代表的节肢动物成为各种海洋和淡水生态系统的优势类群。
各种鱼类自史前时期以来就是人类重要的肉食来源。在现代，人類也可能因為娛樂、经济利益而进行捕魚或水产养殖，或出于科学研究、观光展览或装饰目的而在水族馆、花园池塘或鱼缸内进行水族饲养。魚在人类文化中曾經是自然神学或是宗教的符號，同時也是許多藝術、文学或影视作品以及图腾和政治徽章的主題。

## 定義
在口语中，为求简洁，“鱼类”一词不包括四足动物，人们只把脊椎動物简单分為魚類（53%）、鳥類（18%）、爬行類（12%）、哺乳類（9%）、兩棲類（8%）五大類。
以嚴謹的角度來講，所有陆生、半水生和水生的四足动物（两栖动物和羊膜动物，包括现存所有爬行动物、鸟类、哺乳动物、人类和已灭绝的史前盤龍目、兽孔目、副爬行动物和恐龙等）在生物分类学中都能算作是“魚類”，因为所有的四足动物在系统发生学上都是肉鳍鱼下属的演化支（肺鱼四足纲），都属于硬骨鱼的一部份，所以把目前絕大部份的脊椎动物統稱為“鱼類”是沒有任何科学上的錯誤的。但科學定義中的“魚”難以被一般的公众所接受，因此如果要用科學的標準來描述人類口語中的“魚”的話，則“魚”的定義會變為“脊椎动物中除去四足动物后剩下的那部份生物”。
這種定義理解起來頗為複雜，是个用“負面表列”的方式排除了所有四足动物后定义的“残义词”，是个被细分后“降级”成下位词的上位词。从生物演化和种系发生学来看，所有魚類都有共同祖先，但由於該共同祖先的部份後代——四足動物——未被包括在魚類中，所以「魚類」不是一个单系群而是一個并系群。由於現代生物分類偏好使用單系群，因此“魚綱”這一術語不再有效，現時在系統分類學上沒有對應的“魚類”分類類群，而是以无颌鱼、软骨鱼、硬骨鱼（包括辐鳍鱼和肉鳍鱼）等称呼来分类不同的鱼类。

## 分類
由於口語中所说的“魚類”不是科學的分類，在生物分类只能算是並系群，因此，早期的「魚綱」一詞於現日已不適用。
目前尚存的魚類包括无颌鱼（盲鰻和七鰓鰻）、軟骨魚（鲨鱼、鳐鱼和银鲛）及硬骨魚（分辐鳍鱼和肉鳍鱼两大类）等，也包括許多已經絕種的物種。魚絕大部份屬於變溫動物，其體溫會隨外在環境溫度而變化，極少數像大白鲨、及鮪魚及月魚等可以將體溫維持在較高溫度。在大部份的水體中都有魚。幾乎所有的水生環境中都有魚，從高山的溪流（如鱒魚）到深海帶甚至超深海渊带（像囊鰓鰻目及鮟鱇魚）。魚比其他的脊椎动物有更多的物種變異性。

### 目前魚的分類
魚類可以分成下列幾種主要類群，从演化关系上来看，四足动物演化自肉鳍鱼总纲扇鳍鱼纲中的四足形亚纲，为了表示生物演化关系，非鱼类的四足动物也列入表中作参考：
- 无颌总纲 Agnatha
  - 圆口纲 Cyclostomata
    - 七鳃鳗亚纲 Petromyzontida
    - 盲鳗亚纲 Myxini

  - †牙形石纲 Conodonta
  - †甲胄鱼类 Ostracodermi
    - †鰭甲魚綱 Pteraspidomorphi
    - †花鱗魚綱 Thelodonti
    - †缺甲魚綱 Anaspida
    - †盔甲魚綱 Galeaspida
    - †茄甲鱼纲 Pituriaspida
    - †骨甲魚綱 Osteostraci

  - 有頜下門 Gnathostomata
    - †盾皮魚綱 Placodermi
    - 真有颔小门 Eugnathostomata
      - †棘鱼纲 Acanthodii
      - 軟骨魚綱 Chondrichthyes
        - 板鳃亚纲 Elasmobranchii
        - 全头亚纲 Holocephali

      - 硬骨魚高綱 Osteichthyes
        - 輻鰭魚總綱 Actinopterygii
          - 腕鰭魚綱 Cladistia
          - 輻鰭魚綱 Actinopteri
            - 软质亚纲 Chondroste
            - 新鳍亚纲 Neopterygii
              - 真骨下纲 Teleostei
              - 全骨下纲 Holostei

        - 肉鰭魚總綱 Sarcopterygii
          - 腔棘魚綱 Actinistia
          - 扇鰭綱 Rhipidistia（也叫肺鱼四足纲 Dipnotetrapodomorpha）
            - 肺魚形亞綱 Dipnomorpha
            - 四足形亚纲 Tetrapodomorpha（包括四足动物）

### 其餘的分類法
一些古生物學家認為牙形石是脊索動物，且將其視為原始的魚類。有關更完整的分類法，請參見脊椎動物。
魚類的物種數量在已知的脊椎動物中佔了一半以上，現知有約三萬两千個現存物種，其中有約三萬一千個是硬骨魚，其餘的還有九百七十種左右的軟骨魚和大概108種的盲鰻與七鰓鰻。三分之一的魚類物種包含在九個科內，由大至小，分別為鯉科、蝦虎魚科、慈鯛科、脂鯉科、骨甲鯰科、平鰭鰍科、鮨科、隆頭魚科和鮋科。另一方面，也有64個左右的科為單型，只包含單一個物種。預計所有現存物種的最終數量將至少會有32500個。
直至目前爲止，魚的分類還有很多種說法，不同分類單元的級別互有出入。除盲鰻類和七鰓鰻類外，其它魚類通常分爲硬骨魚和軟骨魚。軟骨魚中包括鲨、鳐等，其它属于硬骨魚（其中絕大多數爲輻鰭魚，此外有和陸生脊椎動物關係更近的腔棘魚和肺魚）。
至今发现的最古老的鱼种是耳材村海口鱼（Haikouichthys ercaicunensis），在云南的澄江动物群裡发掘，该种鱼溯源于五亿二千万年前（寒武纪）。

## 结构

### 形状
鱼的形状各种各样，有时相差大，但总體来说大多数鱼呈細长的流线形状，一般在水中速游的鱼身体細长，而慢游或在水底生活的鱼比较扁平。但也有的鱼的形状非常出奇，比如海马。最小的鱼不到1厘米左右，最大的鱼（鯨鯊）可以达18米。魚的尾鰭是控制魚的速度與平衡的器官，其形狀更是左右上述功能的所在，一般而言，剪刀狀的尾鰭，游速度最迅速，如：金槍魚及劍魚，因為剪刀狀的尾鰭面積較小，與水摩擦也相形變小，反之像金魚或孔雀魚等，尾鰭太過龐大，因而造成其游速變慢，動作也顯著笨拙。

### 体温
大部分鱼类是变温动物，一些金槍魚及鯊魚（特別是鼠鯊科）体内的温度比周围环境的温度高。

### 骨骼
鱼的骨骼是由软骨（软骨鱼）或硬骨（硬骨鱼）构成的，在头骨的两边有四至七片鳃，其中最前面的一片演化成了下劾骨。鱼的脊椎骨是与头骨连在一起的，在胸部有肋骨与脊椎相连，在背部，尾部和腹部有从脊椎伸出的长的刺。硬骨鱼在肌肉内常有硬化的胫所构成的鱼刺。鱼使用鳍来控制它的方位和运动。大多数鱼的鳍内有骨质的刺来加强。胸鳍和腹鳍是成对的，并通过肩和髋的肌肉相连。背、尾和肛鳍与脊椎相连。有些鱼背和尾之间的鳍内没有刺，但可以硬化成角质以得以加强。鱼运动时主要依靠身体的摆动和尾鳍。

### 皮肤
鱼有两层皮肤，表层的皮肤内含有能够分泌粘液的腺，内层有许多连接组织，鳞和色素细胞也在这一层里。外层的粘液帮助鱼减轻其游泳时的阻力。软骨鱼没有粘液，但它们皮肤上细小的、牙齿般的突起有类似的作用。

### 血液循环和呼吸
鱼的血液循环是封闭的，其心脏比较简单，位于鳃附近，由一个心房和一个心室组成。鱼的鳃有许多毛细血管的小叶，通过它巨大的面积它将水中溶解的氧吸收到血液中。鱼鳃的功率非常高（有些鱼可以利用70%的水溶解的氧），这可能说明鱼的红血球的功率很高。
硬骨鱼的鳃外有一块角质的盖，鱼在呼吸时同时张嘴和将鳃盖打开，这样将水吸入口中，鳃盖上的膜防止水从这个方向流入。合嘴时可以通过嘴前部的一个机构将水从鳃缝中挤出去。软骨鱼没有鳃盖，它们必须不停地张着嘴游动，来让水通过它们的鳃流过。
一些硬骨鱼（比如鳗鱼）的鳃缝非常小，它们的鳃在陆地上也可以保持一段时间潮湿，这样它们可以在陆地上呼吸一段时间。一些其它多多少少可以两栖的鱼还有其它的呼吸器官：有些鱼可以通过皮肤直接呼吸空气中的氧，如彈塗魚。有些鱼可以将空气吸入肠内，其流畅良好的肠壁可以吸收空气中的氧。有些鱼身上有突出器官可以作为呼吸器官使用，一些鱼的鱼鳔与它们的肠相连，它们的鱼泡也可以用来辅助呼吸空气中的氧。肺鱼的肠的突出物已经演化为肺了。

### 鱼鳔
鱼鳔是硬骨鱼體內一個充氣的囊狀器官，主要用处不是呼吸，鱼靠鱼鳔来调节它们的比重，鱼藉由鱼鳔可以不用运动就缓慢上升或下降，大部分硬骨魚類皆有魚鰾這個調節浮力的器官。鱼鳔本来是肠的一个扩充，有些鱼如鲤鱼的鱼鳔还和它的肠相连，其它的鱼如鲈鱼的鱼鳔已经和肠完全分开了。假如一条鱼要减轻它的比重的话，它将血液中溶解的气体释放到鱼鳔中去，有些鱼使用鱼鳔中一个血管很多的地方（Oval）来充气，其它鱼通过肠和一个连接肠和鱼鳔的管道（ductus pneumaticus）。通过同样的方式鱼也可以将气体重新溶入血液中来加大它们的比重。鰾也可以作為發聲共鳴的器官。
软骨鱼及一些在水底生活的鱼和专长速游的硬骨鱼没有鱼鳔，它们假如不运动的话就会沉到水底。

### 神经系统和感官
鱼的神经系统比较简单，脑比较小，没有大脑上皮。鱼的嗅觉非常好，它们的鼻和口腔不是连在一起的。鱼耳由封闭的液泡构成，一些鱼的鱼耳通过可动的骨头与它们的鱼鳔相连。鱼的眼睛里的水晶体是不可调节的，它们只能看清近的东西。它们能够感受紫外线。生活在水底的鱼的触觉非常好，尤其唇和触须的上皮上有感受触觉的细胞。鱼拥有一种特别的可以感受水流的器官：体侧线，它们的身体侧面中部有一条由皮肤中的小坑组成的线，在小坑中有可以感觉到水流变化的细胞和毛。魚可能缺乏痛覺，因為他們缺乏必要的大腦系統和感受器。

### 繁殖
鱼的生殖器官位于身体侧部肠的上方。大多数鱼是体外交配，雄鱼和雌鱼同时将它们的生殖细胞排泄到水中。鱼卵的数量可以相差很大，鲟鱼每次产子可达上百万，而育子之的刺鱼每次产子不超过一百。大多数情况下养育后代的鱼中公鱼照管后代。有些鱼没有固定的性别，它们的性别随其伴侣而变化，甚至可以在一生中多次更改。也有的鱼进行体内受精，这些鱼大多数直接生小鱼，而不生卵。
也有一些魚是體內受精以及胎生。

## 生態和栖息环境
按照鱼的栖息环境，鱼类可大致分为淡水鱼、海水鱼和介于两者之间的广盐性鱼类，除此之外还有少数半水生的两栖鱼类（比如弹涂鱼和肺鱼）。有少部分鱼类在生命周期的不同阶段，会在淡水与海水之间洄游，例如鮭魚在淡水環境下出生，之後移到海水生長，又會回到淡水繁殖。廣鹽性鱼类可以忍受淡水、海水和半咸水之间較大的鹽度變化。
世界上大多数大的水系中都有鱼，但一些含盐量过高的湖中没有鱼。此外一些河流和湖泊的污染过分严重，其中也没有鱼了。有些鱼专门被人培养为供观赏的鱼。
鱼是一种重要的食品。全世界每年的捕鱼量达一億吨。许多鱼因为过分捕捉而受到灭绝的威胁。2003年5月15日在《自然》杂志中的一个论文报道今天全世界各大洋中鱼的总数不到1950年的10%。尤其鲨鱼、鳕鱼和沙丁鱼受到极大威胁。

## 与人类的关系

### 经济价值
鱼类自古以来就是人类摄取蛋白质的重要膳食来源，是极富经济价值的副食品。历史上绝大多数被人类消耗的鱼类都来自于野生捕捞，但近年来水产养殖在许多国家的鱼类销售中的占比越来越大，其中中国是水产养殖的大户，也是世界上最早成规模进行水产养殖的国家——至少在公元前3500年就有记录。总体来说，世界上膳食蛋白大约有六分之一来自鱼类，而在一些发展中国家和依赖海产的地区占比则更高。重要的经济鱼种包括鲱鱼、鳕鱼、鳀鱼、金枪鱼、比目鱼和鲑鱼等。
负责提供鱼类食品的渔业是第一产业的重要组成部分，同时还涉及食品、饲料、制药等第二产业和相关的服务业。渔业为全球数百万人提供就业和收入，每年世界各地的捕捞量大约可达1.54亿吨。被渔业用于捕捞作业的水域称为渔场，是沿海各国专属经济区中重要的组成部分，也是许多国际间领海纠纷和公海使用权所争议的重点。

### 娱乐价值
休闲性质的捕鱼活动在新石器革命后就出现在各个定居的农业社会中，在现今更是成为几乎没有参与门槛的全民户外运动。现今的休闲渔业在西方国家是一个总产值过百亿的跨学科产业。以美国为例，光是2014年就大约有1100万的咸水休闲渔者产出了580亿美元的零售营业额——相比之下，运营规模更大更工业化的商业捕鱼销售额是1410亿美元。到了2021年，美国休闲捕鱼产业的总营业额超过洛克希德·马丁、英特尔、克莱斯勒和谷歌等高端企业；行业产值加上从业人员的薪酬（约395亿）和各项政府缴税和收费（约170亿）所贡献的GDP接近1290亿，超过17个美国州份的经济总量，如果再加上相关的其他产业的经济活动（比如造船厂定制游艇和快艇的产值、景区的食宿和消费等）则约占美国经济总量的1%。
休闲捕鱼的形式主要以垂钓为主，此外根据地方法律也可能是射鱼、刺鱼或网鱼等方式。仅在美国就有近6000万休闲钓者，人数超过参与高尔夫球（2480万人）和网球（1780万人）的总合。这些爱好者之间有时会举行各种比赛，每年有约三万到五万项地方赛和巡回赛，实际数据因为是否正式注册可能还被低估。这类钓鱼赛事是近几十年来兴起的体育项事，最早只是地方俱乐部之间操办的小规模德比赛，之后范围越来越大开始扩展到整个北美，规模较大的比赛也开始由专业的体育组织负责举办，甚至有大众媒体参与追踪报道赛事进程，比赛过程中也会有严格的规则限制和裁判监督。一些钓鱼比赛因为有赞助商参与奖金也较为丰厚，因此会有职业钓手参与。

### 文化价值
李渔在《闲情偶寄》表示：“鱼之为种也似粟，千斯仓而万斯箱，皆于一腹焉寄之。苟无沙汰之人，则此千斯仓万斯箱者生生不已，又变为恒河沙数。至恒河沙数之一变再变，以至千百变，竟无一物可以喻之，不几充塞江河而为陆地，舟楫之往来能无恙乎? 故渔人之取鱼虾，与樵人之伐草木，皆取所当取，伐所不得不伐者也。我辈食鱼虾之罪，较食他物为轻。兹为约法数章，虽难比乎祥刑，亦稍差于酷吏。”

## 不属于鱼类的“鱼”名生物
在汉语中，由于历史原因，一些水生动物会被俗称“鱼”，其学名的汉字可能有鱼部偏旁，但它们並不屬於鱼类。这些“鱼”名的动物包括：
- 并非狭义上的鱼类，但属于四足动物，是由肉鳍鱼演化出的脊椎动物单系群子集：
  - 鲸鱼：偶蹄目鲸下目的哺乳动物
  - 鳄鱼：鳄目的爬行动物
  - 甲鱼：龟鳖目鳖科的爬行动物
  - 娃娃鱼、大山椒鱼：有尾目隐鳃鲵科大鲵属的两栖动物

- 被冠以“鱼”名的无脊椎动物：
  - 章鱼、墨鱼、鱿鱼：头足纲蛸亚纲的软体动物
  - 鲍鱼（鳆鱼）：腹足纲深海白笠目鲍科的软体动物
  - 文昌鱼：头索纲文昌鱼目的脊索动物，与脊椎动物关系很近但并不属于脊椎动物

在英语里，许多经常被人类做为海鲜食用、有外骨骼的动物被统称为“壳鱼”（shellfish），包括甲壳类（虾、蟹、鳌虾、龙虾、藤壶等）、软体类（贝类和海螺）和棘皮类（海胆）等相互间完全没有关系的无脊椎动物。与之相对，普通意义上的鱼类有时被称作“鳍鱼”（finfish）。
一般而言，除少数依鱼类狭义定义可排除的例外（如圆口纲无鳍的盲鰻），一种脊椎动物必须至少符合三点才能算是鱼：
1. 必须是终生生活在水中的脊椎动物；少部份魚能短時間待在陸地上。
2. 主要靠鳍运动。
3. 呼吸主要依靠鳃。

## 延伸阅读
[在维基数据编辑]
 《欽定古今圖書集成·博物彙編·禽蟲典·魚部》，出自陈梦雷《古今圖書集成》